# Hand on Your Heart
Singles de Kylie Minogue
Turn It into Love
(1988) Wouldn't Change a Thing
(1989)
Clip vidéo
[vidéo] « Hand on Your Heart », sur YouTube
Hand on Your Heart est une chanson de l'actrice et chanteuse australienne Kylie Minogue incluse dans son deuxième album studio, intitulé Enjoy Yourself et sorti au Royaume-Uni le 9 octobre 1989.
Le 24 avril 1989, environ cinq mois et demi avant la sortie de l'album, la chanson a été publiée en single. C'était le premier single de cet album.
Le single a débuté à la 2e place du hit-parade britannique et a atteint la 1re place la semaine suivante, devenant la troisième chanson de Kylie Minogue à atteindre la 1re place au Royaume-Uni.

## Composition
La chanson est écrite et produite par Mike Stock, Matt Aitken et Pete Waterman.